# آی پی ایکس

High-level architecture of IPX network connecting various operators & service providers together for the exchange of different IP based traffic

آی پی ایکس (به انگلیسی: IPX) مختصر شدهٔ (به انگلیسی: IP exchange) است که یک شبکه خصوصی (به انگلیسی:Autonomous System) است که به عنوان یک اینترفیس میان دو ISP به منظور مدیریت ترافیک آی پی مشترکان استفاده می‌شود. این شبکه به [آی اس پی]ها امکان می‌دهد تا ترافیک اینترنت را میان خود مبادله کنند بدون آنکه برای ترافیک یاد شده را از شبکه سومی گذر دهند. این مبادله در یک شبکه اختصاسی (به انگلیسی:Autonomous Network) انجام می‌شود.
این کار موجب می‌شود تا بخش زیادی از ترافیک آپ استریم و ترانزیت هر دو طرف کاهش یافته و در نتیجه قیمت تمام شده اینترنت برای کاربر نهایی پایین بیاید.